# Пассмор, Джон
Джон Пассмор (англ. John Passmore; 9 сентября 1914, Мэнли, Сидней, Новый Южный Уэльс, Австралия — 25 июля 2004, Сидней, Новый Южный Уэльс, Австралия) — австралийский философ и историк философии.

## Биография
Родился в пригороде Сиднея Мэнли. Окончил Сиднейский университет со специализацией по английской литературе и философии. На формирование его философских взглядов повлияли Джон Андерсон и Гилберт Райл. В 1934 году Пассмор стал помощником лектора по философии в Сиднейском университете. С 1950 по 1955 год был профессором философии в Университете Отаго в Новой Зеландии, затем в 1958—1979 годах был профессором философии в Австралийском национальном университете. Читал также лекции в Англии, США, Мексике, Японии и различных европейских странах.
Наибольшую известность получила его работа «Сто лет философии» (англ. A Hundred Years of Philosophy), посвящённая философским учениям второй половины XIX — первой половины XX столетий. Продолжением этой книги стала другая работа Пассмора «Современные философы», анализирующая современные дискуссии в аналитической философии.

## Сочинения
- Ralph Cudworth (1951)
- Hume’s Intentions (1952)
- Philosophical Reasoning (1961)
- Joseph Priestley (1965)
- One Hundred Years of Philosophy (1956; 1968)
- The Perfectibility of Man (1970)
- Man’s Responsibility for Nature (1974; 1980)
- The Philosophy of Teaching (1980)
- Memoirs of a Semi-detached Australian (1997)

### Сочинения, опубликованные в русском переводе
- Сто лет философии. Пер. с англ. — М.: «Прогресс-Традиция», 1998. — 496 с. ISBN 5-89826-005-6
- Современные философы. Перевод с англ. Л. Б. Макеевой. — М.: Идея-Пресс, 2002. — 192 с. ISBN 5-7333-0035-3